# Annay-sur-Serein
Annay-sur-Serein település Franciaországban, Yonne megyében. Lakosainak száma 203 fő (2022. január 1.). Annay-sur-Serein Yrouerre, Fresnes, Môlay, Noyers és Sainte-Vertu községekkel határos.

## Népesség
A település népességének változása:
| Lakosok száma | 236  | 238  | 231  | 219  | 210  | 207  | 205  | 201  | 203  |
|               | 2013 | 2015 | 2016 | 2017 | 2018 | 2019 | 2020 | 2021 | 2022 |